# فيرخ-نيفينسكيي
فيرك-نيفينسكيي (بالروسية: Верх-Нейвинский) هي مدينة في مقاطعة سفيردلوفسك أوبلاست في روسيا.
يبلغ عدد سكانها حوالي 4996 نسمة.